# أنسيرين
الأنسيرين (beta-methylhistidine) (بالإنجليزية: Anserine) هو ثنائي ببتيد يحتوي على البيتا-ألانين والهستيدين،  ويمكن أن يوجد في العضلات الهيكلية والدماغ عند الثدييات  والطيور.
وهو مضاد للتأكسد (وهو أقوى بخمس مرات من الكارنوسين) ويساعد على تقليل الإعياء والإرهاق.
وحيث أن قيمة الpKa لحقة الإميدازول الخاصة بالهستيدين، عندما تكون ضمن الأنسيرين تساوي 7.04، فهو يعد محلولا منظما عند الالرقم الهيدروجيني الفسيولوجي الطبيعي.